# Jean-Georges Paulus
Pour les articles homonymes, voir Paulus.

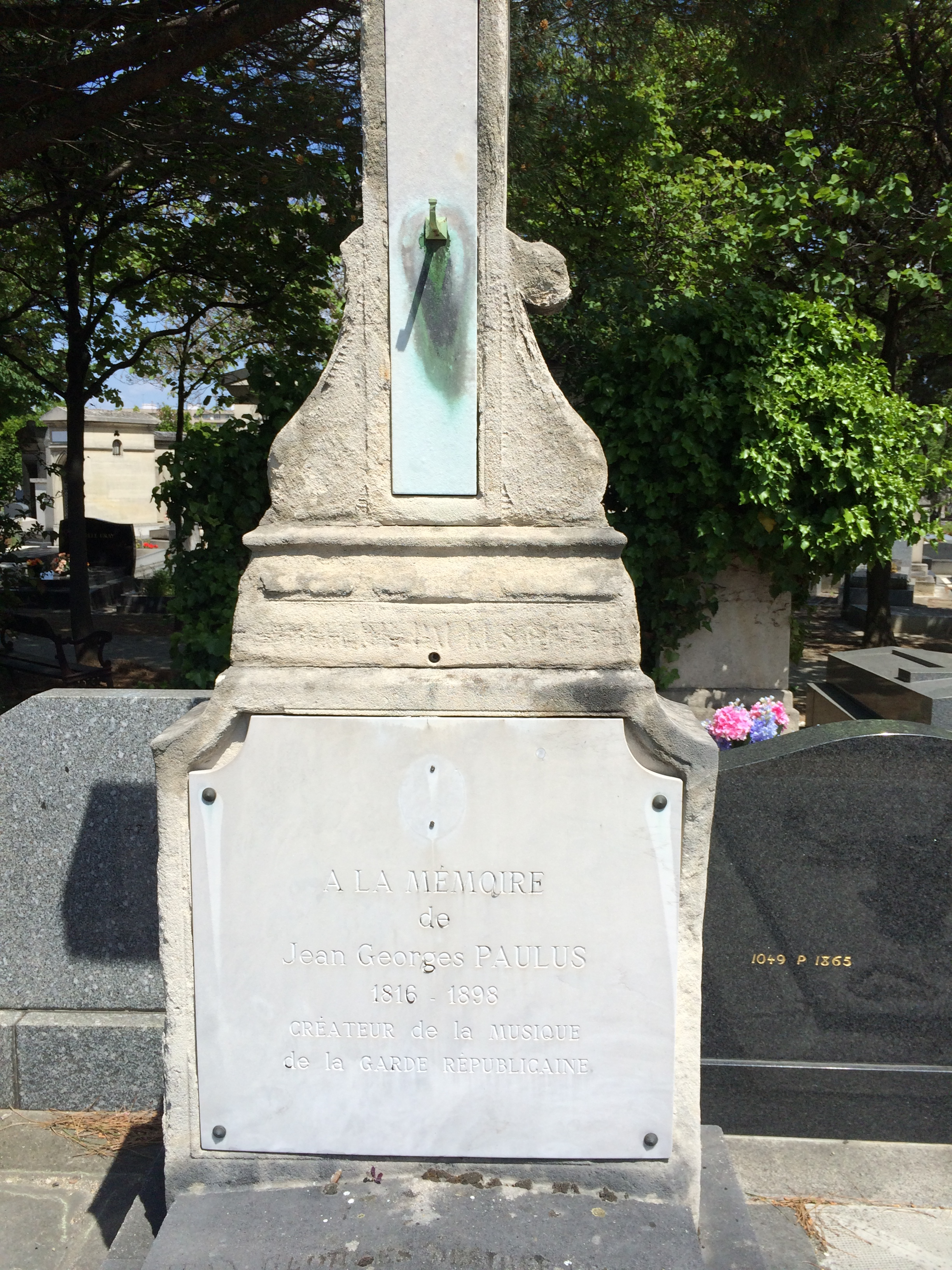
Sépulture de Jean Paulus au cimetière Montparnasse à Paris XIVe

Jean-Georges Paulus, né le 5 août 1816 à Haguenau et mort le 14 avril 1898 à Paris, est un musicien français, chef de musique de 1848 à 1873 et fondateur de l'orchestre de la Garde républicaine.

## Biographie

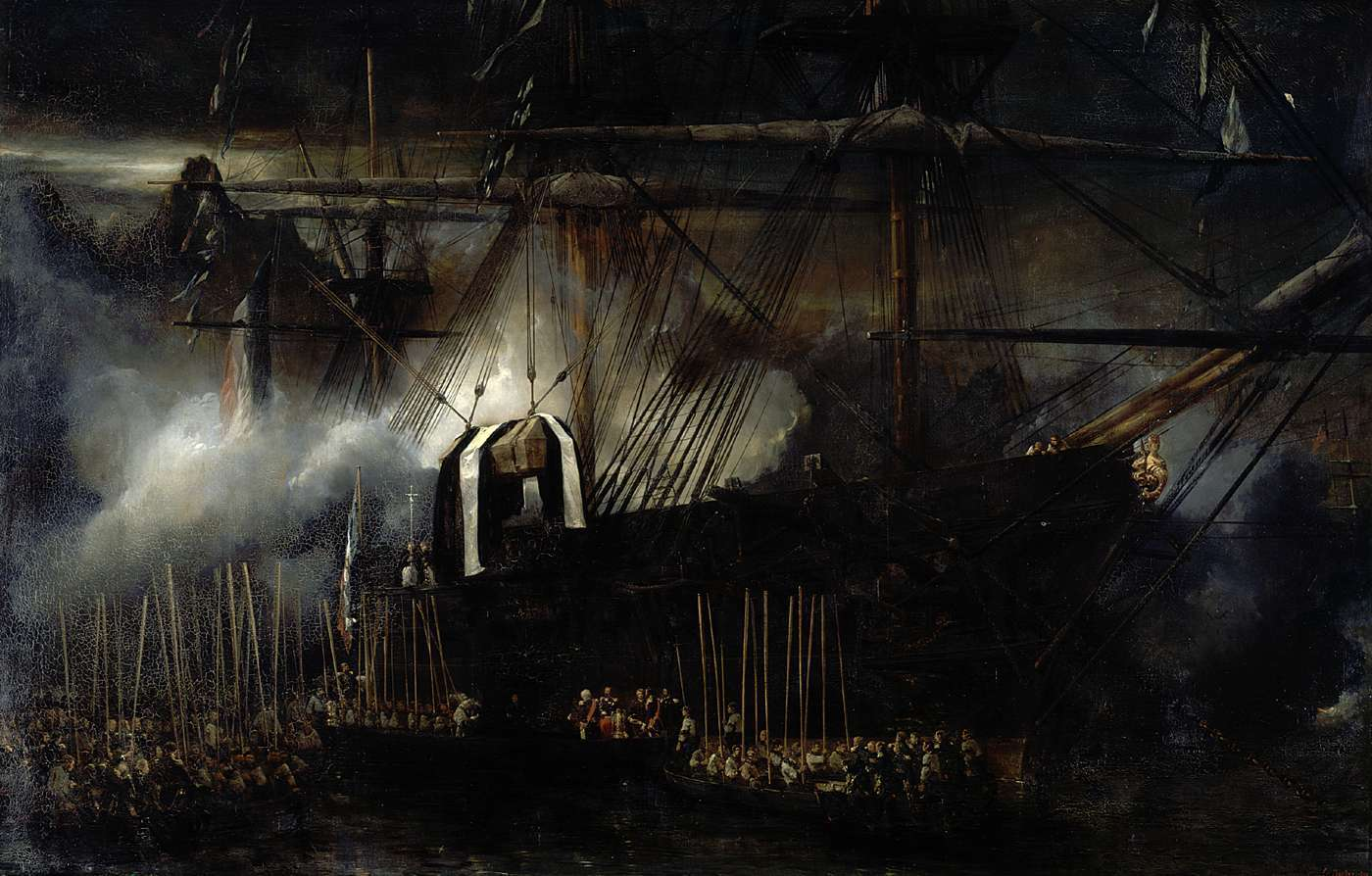
Le transfert des cendres de Napoléon à bord de la Belle Poule, le 15 octobre 1840, tableau d'Eugène Isabey (1843).

Né à Haguenau dans le Bas-Rhin, il est le fils d'un cafetier, Jean-Georges Paulus et de Madeleine Schmitt.
En 1835, Paulus obtient un premier prix de clarinette au Conservatoire de musique et de déclamation à Paris. Il devient par la suite chef de musique sur les navires Hercule et La Belle Poule, où il participe aux cérémonies du transfert des cendres de Napoléon. Il est officiellement nommé chef de musique de François d'Orléans, prince de Joinville.
De 1848 à 1864, il fonde la batterie fanfare de la Garde républicaine de Paris, qui se développe ensuite pour former l'Orchestre de la Garde républicaine.
Jean-Georges Paulus meurt à son domicile du 7e arrondissement de Paris le 14 avril 1898.

## Décorations
- Chevalier de la Légion d'honneur (décret du 12 août 1864)
- Chevalier de l'ordre des Palmes académiques